# تي ان ايه باوند فور جلوري 2019
تي ان ايه باوند فور جلوري (2019) بالإنجليزية Bound for Glory هو عرض مصارعة المحترفين الدفع مقابل المشاهدة (PPV) التي تنجها وتروج لها شركة التي ان ايه. وسيكون العرض يوم الاحد الموافق 20 أكتوبر عام 2019، في مدينة فيلا بارك٬ إلينوي. سيكون هذا العرض هو النسخة الخامسة عشرة تحت ماركة باوند فور جلوري.

## إنتاج

### الخلفية
في عرض سلامي فرسري 2019 ، أعلنت شركة التي ان ايه عن تاريخ عرض باوند فور جلوري،  لكنها لم تعلن عن القاعة المستضيفه. تم الإعلان عن قاعة مركز معرض أوديوم Odeum Expo Center كالقاعة المستضيفة للعرض القاعة تتسع لحوالي 2500 الي 3500 متفرج.

### بناء العرض
سيشهد العرض مجموعة من مباريات مصارعة المحترفين التي من شأنها أن يشارك المصارعين مختلفين من النزاعات المكتوبة سابقاً وسيناريوهات. سوف يصور المصارعون المكروهين والمحبوبين أو الشخصيات الأقل تميزًا في السيناريوهات التي أدت إلى توتر وتودي الي اعلان عن مباراة مصارعة أو سلسلة من مباريات المصارعة.
في عرض الامباكت بتاريخ 6 سبتمبر تم الإعلان ان المتحدي الأول علي لقب العالم سامي كاليهان الذي فاز بدوري الماش اب بحيث نال هذه الفرصة بعد هزيمته للمصارعة تيسا بلانشيرد في عرض أن بريك ابول 2019 فقرر كاليهان ان يحصل علي مباراته في عرض باوند فور جلوري
في عرض الامباكت بتاريخ 23 أغسطس بدء موس بتحديه لكين شامروك بطل العالم الأول تحداه ان يظهر في تسجيلات لاس فيغاس وفي عرض 30 أغسطس وافق علي التحدي وقال انه جاهز لمواجهته في أي وقت وفي أي مكان وتم عقد مؤتمر صحفي قبل جولة لاس فغاس واحدتم النقاش بينهم ليتم الإعلان عن نزال بينهم بشكل رسمي في عرض باوند فور جلوري
في عرض الامباكت بتاريخ 14 سبتمبر تحدي مايكل إلجين نجم اتحاد برو ريسلينج نوا ناوميتشي ماروفوجي الذي تم الإعلان عن مشاركته في عرض باوند فور جلوري مسبقاً
في عرض الامباكت بتاريخ 14 سبتمبر تحدي نجم اتحاد تربل إيه دكتور واجنر جونيور فريق الرازكيلز في مباراة فرق مكونة من ثلاث اشخاص هو برفقة مصارعين سيتم الإعلان عن هويتهما في وقت لاحق
و في عرض الامباكت بتاريخ 27 سبتمبر تم الإعلان عن ان جيك كريست سيدافع عن لقب الاكس دفجن في مباراة سلم قاتلة خماسي مختلطة ونجحت تيسا بلانشارد في الفوز بأول مباراة تأهيلية في العرض ذاته ونجح النجم داجا بالفوز بثاني مباراة تأهيلية في عرض الامباكت بتاريخ 4 أكتوبر وفي عرض الامباكت بتاريخ 11 أكتوبر تمكن أيس اوستن بالفوز بثالث مباراة تأهيلية في يوم السبت الموافق 19 أكتوبر تم الأعلان عن التوقيع مع المصارع أيس روميرو ليصبح المشارك الخامس في مباراة والأخير وذلك بعد فشل كل من سابو وروهيت راجو في الفوز في المباراة التأهيلة الرابعة والأخيرة في عرض الامباكت بتاريخ 18 أكتوبر
و في عرض الامباكت بتاريخ 4 أكتوبر تم الإعلان ان فريق النورث (أول ايجو ايثان بيج والويكن ويبون جوش الكسندر) سيدافعون عن القاب الفرق ضد كل من فريق روب فان دام وراينو وفريق ريتش سوان وويلي ماك
في عرض الامباكت بتاريخ 30 أغسطس ظهرت النجمة تانيل داشوود في لأول مرة عروض الامباكت وقامت تانيل بالخروج بعد مباراة تايا فالكيري ضد بيج مامي علي لقب النوك اوتس وتحدتها في نزال علي اللقب وتم الإعلان عن المباراة بينهن بشكل رسمي في عرض الامباكت بتاريخ 27 سبتمبر
في يوم 30 سبتمبر تم الإعلان عن مباراة تدافع من اجل الذهب علي أي لقب يريده الفائز وسيتم الإعلان عن هوية المشاركين في المباراة لاحقاً في عرض الامباكت الموافق 18 أكتوبر تم الإعلان عن مباراة باتل رويال مختلطة لتحديد المشارك الرقم 20 في مباراة الجونجليت والتي فاز بها ماهابالي شيرا

## مباراة الجونجليت فور جولد
| رقم الدخول | أسم المصارع      | عدد المصارعين الذين اقصاهم | أُقصي بواسطة    |
| ---------- | ---------------- | -------------------------- | -------------- |
| 1          | إدي إدواردز      | 2                          | الفائز         |
| 2          | لاستير ذا ليجيند | -                          |                |
| 3          | آدم ثورنستو      | -                          |                |
| 4          | جاك دينير        | 0                          | جوي راين       |
| 5          | روهيت راجو       | 0                          | جوي راين       |
| 6          | جوي راين         | 2                          | مادمان فولوتون |
| 7          | جيسيكا هافوك     | 0                          | مادمان فولتون  |
| 8          | روزماري          | 0                          | مادمان فولتون  |
| 9          | مادمان فولتون    | 5                          | ايدي أدواردز   |
| 10         | كودي دينير       | 0                          | مادمان فولتون  |
| 11         | جوني سوينجر      | 0                          | جوردين جريس    |
| 12         | جوردين جريس      | 2                          | ماهابالي شيرا  |
| 13         | هورنسواغل        | -                          |                |
| 14         | كيرا هوغن        | 0                          | جوردين جريس    |
| 15         | راج سينج         | 0                          | كايلي ري       |
| 16         | تومي دريمر       | 0                          | مادمان فولتون  |
| 17         | كايلي ري         | 1                          | ماهابالي شيرا  |
| 18         | فالاه باه        | 0                          | ماهابالي شيرا  |
| 19         | سابو             | 0                          | ماهابالي شيرا  |
| 20         | ماهابالي شيرا    | 4                          | أيدي ادواردز   |

## النتائج
| ترتيب المباراة         | المباراة | نوع المباراة | الملاحظات    | الوقت الذي أستغرقته المباراة |
| ---------------------- | --- | --- | ------------ | ---------------------------- |
| 1                      | ماديسون راين تهزم شوتزي بلاك هارت                                                                                       | مباراة فردية | مباراة مظلمة | غير معروف                    |
| 2                      | فريق الرازكيلز (تيري ماجويل وزاكاري وينز وديزموند اكزافير) يهزم فريق التربل إيه (دكتور واجنر جونيور وتاوروس وأيرو ستار) | مباراة ست رجال فرق                                                                                               | مباراة مظلمة | غير معروف                    |
| 3                      | إيدي ادواردز يهزم ماهابالي شيرا وثماني عشر مصارع ومصارعة للفوز                                                          | مباراة عشرون مصارع مختلطة تدافع من اجل الذهب للفوز بفرصة علي اي لقب يريد في اي زمن وفي اي مكان داخل حلبة الاتحاد | [ 9 ]        | 30:00                        |
| 4                      | تايا فالكيري برفقة (جوني إي برافو) (ب) تهزم تانيل داشوود                                                                | مباراة فردية للحفاظ علي لقب النوك اوتس                                                                           | [ 10 ]       | 11:50                        |
| 5                      | فريق النورث (ايثان بيج وجوش ألكسندر) (ب) يهزمون فريق راينو وروب فان دام وفريق ويلي ماك وريتش سوان                       | مباراة فرق ثلاثية للحفاظ علي ألقاب الفرق                                                                         | [ 11 ]       | 14:20                        |
| 6                      | مايكل إلغن يهزم ناوميتشي ماروفوجي                                                                                       | مباراة فردية | [ 12 ]       | 18:05                        |
| 7                      | أيس اوستن يهزم جيك كريست (ب) وتيسا بلانشارد وداجا وايس روميرو                                                           | مباراة سلم قاتلة خماسية مختلطة علي لقب الاكس دفجن                                                                | [ 13 ]       | 17:40                        |
| 8                      | موس برفقة (فرانك تريج) يهزم أخطر رجل في العالم كين شامروك                                                               | مباراة فردية | [ 14 ]       | 10:35                        |
| الحدث الرئيسي          | براين كيدج (ب) يهزم سامي كاليهان                                                                                        | مباراة فردية للحفاظ علي لقب العالم                                                                               | [ 15 ]       | 16:50                        |
| - (ب) – تشير الي البطل | | |              |                              |

2019 في المصارعة المحترفة

## روابط خارجية
- موقع الاتحاد الرسمي